# Pterygocythereis americana
Pterygocythereis americana är en kräftdjursart som först beskrevs av Ulrich och Bassler 1904.  Pterygocythereis americana ingår i släktet Pterygocythereis och familjen Trachyleberididae.

## Underarter
Arten delas in i följande underarter:
- P. a. americana
- P. a. inexpecta